# ويليام دالاس
ويليام دالاس (بالإنجليزية: William Dallas)‏ هو لاعب كرة قدم بريطاني في مركز الدفاع، ولد في 6 مارس 1931 في غلاسكو في المملكة المتحدة. لعب مع نونيتون بورو ‏.